# 日立工業専修学校
日立工業専修学校（ひたちこうぎょうせんしゅうがっこう）は、茨城県日立市にある文部科学省認定の専修学校である。1910年日立製作所の創業時に初代社長の小平浪平が「事業の発展は人にあり」という理念のもと日本や世界の産業と社会の発展に貢献できる日立人の育成の為に創立。

## 概要
3年制の高等課程と1年制の専門課程を設置しているが、専門課程は現在募集停止中。高等課程は科学技術学園高等学校と連携し（技能連携制度）、部活動等の場面では、科学技術学園高等学校日立（かがくぎじゅつがくえんこうとうがっこうひたち）として高野連・高体連・吹奏楽連に加入している。なお、人間教育の一環として１年間全寮制の形式をとっている。卒業後は全員が日立製作所をはじめとする日立グループへ入社する。また卒業後、各事業所で技能五輪へ挑戦し全国大会や世界大会で活躍している。

## 設置学科
- 工業高等課程（3年制）
  - 電気科
  - 機械科
  - 溶接科
- 工業専門課程（1年制）※募集停止中
  - 機械科

## 主な卒業生
- 吉田正（国民歌謡作曲家）